# Campeonato Europeo de Esgrima de 2012
El XXV Campeonato Europeo de Esgrima se celebró en Legnano (Italia) entre el 15 y el 20 de junio de 2012 bajo la organización de la Confederación Europea de Esgrima (CEE) y la Federación Italiana de Esgrima.
Las competiciones se realizaron en el pabellón Pala Borsani de la ciudad italiana, disputándose las semifinales y finales en el Castillo Visconteo.

## Medallistas

### Masculino
| Evento                      | Oro                                                                              | Plata                                                                                  | Bronce                                                                            |
| --------------------------- | -------------------------------------------------------------------------------- | -------------------------------------------------------------------------------------- | --------------------------------------------------------------------------------- |
| Florete individual (16.06)  | Alexei Cheremisinov · Rusia                                                      | Benjamin Kleibrink · Alemania                                                          | Richard Kruse · Reino Unido · Michał Majewski · Polonia                           |
| Florete por equipos (19.06) | Andrea Baldini · Giorgio Avola · Valerio Aspromonte · Andrea Cassarà · Italia    | Victor Sintès Erwann Le Péchoux Enzo Lefort Brice Guyart Francia                       | Sebastian Bachmann · Benjamin Kleibrink · Peter Joppich · André Weßels · Alemania |
| Espada individual (18.06)   | Pavel Sujov · Rusia                                                              | Nikolai Novosjolov Estonia                                                             | Jörg Fiedler · Alemania · Max Heinzer · Suiza                                     |
| Espada por equipos (20.06)  | Max Heinzer · Fabian Kauter · Benjamin Steffen · Florian Staub · Suiza           | Péter Szényi · Péter Somfai · Géza Imre · Gábor Boczkó · Hungría                       | Bohdan Nikishyn · Anatoli Herei · Maxym Jvorost · Dmytro Kariuchenko · Ucrania    |
| Sable individual (15.06)    | Alexei Yakimenko · Rusia                                                         | Boladé Apithy Francia                                                                  | Aliaxandr Buikevich · Bielorrusia · Andri Yahodka · Ucrania                       |
| Sable por equipos (17.06)   | Alexei Yakimenko · Nikolai Kovaliov · Veniamin Reshetnikov · Pavel Bykov · Rusia | Rareș Dumitrescu · Florin Zalomir · Alexandru Sirițeanu · Tiberiu Dolniceanu · Rumania | Max Hartung · Benedikt Wagner · Matyas Szabo · Nicolas Limbach · Alemania         |

### Femenino
| Evento                      | Oro                                                                                  | Plata                                                                     | Bronce                                                                                 |
| --------------------------- | ------------------------------------------------------------------------------------ | ------------------------------------------------------------------------- | -------------------------------------------------------------------------------------- |
| Florete individual (18.06)  | Inna Deriglazova · Rusia                                                             | Kamila Gafurzianova · Rusia                                               | Larisa Korobeinikova · Rusia · Arianna Errigo · Italia                                 |
| Florete por equipos (20.06) | Ilaria Salvatori · Arianna Errigo · Elisa Di Francisca · Valentina Vezzali · Italia  | Astrid Guyart Corinne Maîtrejean Anita Blaze Ysaora Thibus Francia        | Inna Deriglazova · Kamila Gafurzianova · Larisa Korobeinikova · Aida Shanayeva · Rusia |
| Espada individual (15.06)   | Simona Gherman · Rumania                                                             | Anca Măroiu · Rumania                                                     | Monika Sozanska · Alemania · Liubov Shutova · Rusia                                    |
| Espada por equipos (17.06)  | Tatiana Logunova · Liubov Shutova · Violetta Kolobova · Anna Sivkova · Rusia         | Simona Gherman · Loredana Dinu · Anca Măroiu · Ana Maria Brânză · Rumania | Irina Embrich Kristina Kuusk Julia Beljajeva Erika Kirpu Estonia                       |
| Sable individual (16.06)    | Olha Jarlan · Ucrania                                                                | Vasilikí Vuyuka · Grecia                                                  | Aleksandra Socha · Polonia · Marion Stoltz · Francia                                   |
| Sable por equipos (19.06)   | Sofia Velikaya · Dina Galiakbarova · Yuliya Gavrilova · Yekaterina Diachenko · Rusia | Olha Jarlan · Olena Jomrova · Halyna Pundyk · Olha Zhovnir · Ucrania      | Alessandra Lucchino · Irene Vecchi · Gioia Marzocca · Ilaria Bianco · Italia           |

## Medallero
| Núm. | País        | Oro | Plata | Bronce | Total |
| ---- | ----------- | --- | ----- | ------ | ----- |
| 1    | Rusia       | 7   | 1     | 3      | 11    |
| 2    | Italia      | 2   | 0     | 2      | 4     |
| 3    | Rumania     | 1   | 3     | 0      | 4     |
| 4    | Ucrania     | 1   | 1     | 2      | 4     |
| 5    | Suiza       | 1   | 0     | 1      | 2     |
| 6    | Francia     | 0   | 3     | 1      | 4     |
| 7    | Alemania    | 0   | 1     | 4      | 5     |
| 8    | Estonia     | 0   | 1     | 1      | 2     |
| 9    | Grecia      | 0   | 1     | 0      | 1     |
| 9    | Hungría     | 0   | 1     | 0      | 1     |
| 11   | Polonia     | 0   | 0     | 2      | 2     |
| 12   | Bielorrusia | 0   | 0     | 1      | 1     |
| 12   | Reino Unido | 0   | 0     | 1      | 1     |
|      | TOTAL       | 12  | 12    | 18     | 42    |